# Jüdische Gemeinde Würzburg
Die Jüdische Gemeinde Würzburg und Unterfranken bzw. Israelitische Gemeinde Würzburg zählt heute über 1000 Mitglieder. Die Geschichte der Juden in Würzburg beginnt im Mittelalter. Nach mehreren Vertreibungen in der frühen Neuzeit konnte im 19. Jahrhundert eine neue Gemeinde gegründet werden. Unmittelbar nach Ende des Zweiten Weltkriegs kehrten etwa 20 Mitglieder der Vorkriegsgemeinde aus dem KZ Theresienstadt zurück. Sie bildeten eine neue jüdische Gemeinde, die ab 1991 mit Zuwanderern aus der ehemaligen Sowjetunion einen großen Zuwachs erfuhr.

## Geschichte

### Mittelalter und frühe Neuzeit
Infolge der Judenverfolgungen im Rheinland im Jahre 1096 gelangten Juden aus Mainz nach Würzburg. Ein genaues Datum für die Erstgründung einer Gemeinde lässt sich jedoch nicht feststellen. Die erste schriftliche Erwähnung einer Gemeinde in Würzburg stammt vom 11. Februar 1147 und erfolgte im Zusammenhang mit einem Judenpogrom. Zu dieser Zeit pflegte die jüdische Gemeinde Würzburgs europaweite Kontakte und beherbergte international bekannte Rabbiner, darunter Meir ben Baruch von Rothenburg.
Während des Rintfleisch-Pogroms im Jahre 1298 wurden 841 einheimische Juden und etwa 100 Flüchtlinge aus ländlichen Gegenden umgebracht. Um 1336 zogen Würzburger Bürger gegen den Anführer der judenfeindlichen Armledererhebung unter „König Armleder“, der gefangen genommen und als Landfriedensbrecher hingerichtet wurde.
1349 kam es zu den Judenverfolgungen zur Zeit des Schwarzen Todes in Würzburg und im Umland der Stadt. Da die Ursachen von Infektionskrankheiten im 14. Jahrhundert noch nicht bekannt waren und eine wissenschaftliche Ursachenforschung noch nicht betrieben wurde, suchte man anderweitig nach den Ursachen für die europaweite Pestepidemie zwischen 1346 und 1353. Neben Sternkonstellationen sah man die Ursachen der Pest im Auftreten von sogenannten Miasmen und in Faktoren, wie die Bodenbeschaffenheit und der Zusammensetzung des Wassers. Aber man machte auch bestimmte Bevölkerungsgruppen der mittelalterlichen Gesellschaft für das Auftreten der Pest verantwortlich. 1348 glaubte man, dass die Juden – diese lebten meist in abgesonderten Wohnvierteln, traditionell als Jüdisches Viertel bezeichnet, in den mittelalterlichen Städten – für den Ausbruch einer Pestepidemie in der Stadt verantwortlich seien. In vielen Städten Europas war deshalb das Auftreten der Pest von Judenpogromen begleitet, so auch in der Stadt Würzburg. Im Verlauf der Pestepidemie wurde die Jüdische Gemeinde von Würzburg nahezu völlig vernichtet; das jüdische Viertel wurde abgerissen.
Im Jahr 1560 ließ Bischof Friedrich von Wirsberg die Juden aus Würzburg und anderen Städten des Hochstifts Würzburg vertreiben. 1575 wurden die Juden im gesamten Hochstift durch Bischof Julius Echter von Mespelbrunn ausgewiesen. Er ließ auf dem Grundstück des konfiszierten jüdischen Friedhofs an der Pleich das Juliusspital errichten. Gegen Ende seiner Regierungszeit wurden wieder einzelne Juden in Würzburg zugelassen, 1643 jedoch durch Bischof Johann Philipp von Schönborn endgültig ausgewiesen. Diese Regelung galt bis zum Beginn des 19. Jahrhunderts.

### Von 1800 bis 1918
1803 erhielten Moses Hirsch und seine erwachsenen Söhne erstmals seit 160 Jahren das Recht zur Niederlassung. Das Judenedikt von 1813, das in Würzburg 1816 in Kraft trat, gewährte den Juden in Bayern gewisse Verbesserungen hinsichtlich Berufswahl, Gewerbeausübung und Ausbildung. 1818 wurde der Würzburger Bankier Jakob Hirsch als erster bayerischer Jude in den Adelsstand erhoben, ohne zum Christentum zu konvertieren. Ein Jahr darauf nahmen die judenfeindlichen Hep-Hep-Krawalle in Würzburg ihren Anfang. Im Jahr 1828 existierten in Würzburg sieben Privatsynagogen und die dortigen Juden wurden erstmals aufgefordert, eine Gemeinschaftssynagoge zu errichten. Als Standort dafür wurde 1832 der größere Teil des in der heutigen Domerschulstraße 21 gelegenen „Hofes zum großen Fresser“ aus dem Besitz des gegenüberliegenden Priesterseminars angekauft. 1836 initiierte die bayerische Regierung die Gründung einer neuen jüdischen Kultusgemeinde, die unter ihrem orthodoxen Rabbiner Seligmann Bär Bamberger, seit 1840 Nachfolger von Abraham Bing, Weltruf erlangte. Am 10. September 1841 wurde die neue Würzburger Synagoge in der Domerschulstraße durch Seligmann Bär Bamberger feierlich eingeweiht. Die Gemeinde unterstand zu dieser Zeit dem Distriktsrabbinat Würzburg.
Da Juden die Aufnahme in die Würzburger Harmonie-Gesellschaft, einen gesellschaftlichen Mittelpunkt des Großbürgertums in den 1830er Jahren, verwehrt war, gründete Joel Jakob von Hirsch 1836 die jüdische Casina-Gesellschaft als Pendant zur Harmonie.
Bis zum Ende des 19. Jahrhunderts verbesserte sich die gesellschaftliche Situation der Juden, durch gesetzliche Erleichterungen (Abschaffung der „Matrikelparagrafen“ 1861 in Bayern, Gleichstellung von Juden und Christen mit der Verfassung des Deutschen Reichs 1871, Aufhebung der „Sonderabgabe“ 1881) sowie durch die Gründung der Israelitischen Lehrerbildungsanstalt Ende 1864 durch Seligmann Bär Bamberger, auf dessen Betreiben 1856 auch die Israelitische Erziehungs- und Unterrichtsanstalt eingerichtet worden war. Seit dem Kaiserreich verfügten Würzburger Juden über einen eigenen Kindergarten. Um 1880 erreichte die jüdische Gemeinde mit etwa 4,5 % ihren höchsten Anteil an der Würzburger Stadtbevölkerung. Obwohl bis zur Jahrhundertwende der Zuwachs noch anhielt – 1900 zählte man 2567 Juden –, nahm der relative Anteil ab. In der Dürerstraße wurde, nachdem dazu ein zuvor als Hospital benutztes Gebäude erworben worden war, aus privaten Spenden ein jüdisches Krankenhaus erbaut und 1885 eingeweiht, 1891 wurde diesem ein jüdisches Altersheim (das 32 Personen aufnehmende „Pfründerhaus“) angegliedert. Eine Chewra Kadischa (Beerdigungsbruderschaft) entstand in Würzburg 1835 und zehn Jahre später eine entsprechende Schwesternschaft.
In den 1860er Jahren entstanden drei Vereine zur Förderung der Laienausbildung in jüdischer Orthodoxie. So wurde 1862 der Verein Ez Chaim („Baum des Lebens“) gegründet, 1863 Lekach Tow („Die gute Lehre“) und 1869 Ohawei Emeth („Freunde der Wahrheit“).
Im Ersten Weltkrieg meldeten sich zahlreiche Juden freiwillig zum Kriegsdienst.
Der orthodoxe Wanderbund Esra, die größte jüdische Jugendgruppe der Stadt, wurde 1918 gegründet.

### Weimarer Republik, Nationalsozialismus und Holocaust
1919 verlief die Ausrufung der Räterepublik in Bayern in Würzburg dank des jüdischen SPD-Mitglieds Felix Freudenberger ohne Blutvergießen. Zahlreiche Mitglieder der jüdischen Gemeinde beteiligten sich an der Niederschlagung der Räterepublik.
Im März 1920 wurde der promovierte und ebenfalls orthodoxe Siegmund Hanover aus Hamburg zum Distriktsrabbiner gewählt. Unter seiner Leitung (unterstützt durch den von 1919 bis 1939 als Gemeindevorsteher wirkenden Rechtsanwalt Gerson Hass) wurde die Synagoge in der Domerschulstraße 1926 renoviert. Er versah das Rabbinat bis 1939, als er in die USA auswanderte. Als sein Nachfolger amtierte Magnus Weinberg, bis zu seiner Deportation in das KZ Theresienstadt im Jahr 1942.
In den 1930er Jahren wurden die traditionsreichen Nachbargemeinden Heidingsfeld und Höchberg mit der Würzburger Gemeinde vereinigt. Bereits 1920 waren antisemitische Massenorganisationen entstanden, die offen zur Gewalt gegen Juden aufriefen. Juden wurden verantwortlich für den verlorenen Weltkrieg, die Novemberrevolution von 1918 und die Wirtschaftskrise gemacht. Unter anderem zur Abwehr antijüdischer Terroraktionen, Anzeige antisemitischer Propaganda und Durchführung öffentlicher Diskussionen bestand in Deutschland der Central-Verein deutscher Staatsbürger jüdischen Glaubens, dessen Würzburger Ortsgruppe der Rechtsanwalt Karl Rosenthal vorstand. Der jüdische Apotheker Herbert Nussbaum wurde Bezirksvorsitzender des SPD-nahen Wehrverbands Reichsbanner Schwarz-Rot-Gold.
Ab 1933 begann wie in ganz Deutschland in großem Umfang auch die Ausgrenzung von Juden in Würzburg. Nachdem die Stadt Würzburg 1934 für jüdische Kinder den Zutritt zu städtischen Turnhallen verboten hatte, errichtete die Israelitische Lehrerbildungsanstalt eine auch Volks- und Berufsschülern zugängliche Turnhalle.
Die Juden des 1930 eingemeindeten Heidingsfelds wurden 1937 in die Würzburger Kultusgemeinde aufgenommen, 1938 auch die wenigen noch in Höchberg wohnenden.
Im Novemberpogrom 1938 wurden am frühen Morgen des 10. November jüdische Geschäfte und die Inneneinrichtung der Synagoge in der Domerschulstraße verwüstet, wobei vier Menschen zu Tode kamen, die Heidingsfelder Synagoge aus dem Jahre 1780 wurde durch Brandstiftung vernichtet, die Synagoge in Höchberg wurde von SA-Männern ausgeraubt. Nach der Verhaftung Karl Rosenthals (s. o.) in seinem Haus in der Rotkreuzsteige 10 und seiner Einlieferung mit 130 weiteren jüdischen Männern in das Konzentrationslager Buchenwald beging seine Frau Claire Suizid. Auch Alfred Katzmann, ein Textilwarenhändler, tötete sich selbst, als die Zerstörungstrupps der Nationalsozialisten in seine Wohnung in der Bismarckstraße 9 eindrangen. 300 jüdische Männer aus Würzburg wurden in Konzentrationslager eingeliefert.
Nach dem Novemberpogrom wurden jüdische Kinder von öffentlichen Schulen ausgeschlossen, alle jüdischen Organisationen und Vereine wurden verboten und es wurde Juden untersagt, Theater, Kinos und Konzerte zu besuchen. Der Besitz von Führerscheinen und Automobilen wurde ihnen ebenso wie das Sitzen auf den Ruhebänken im Ringpark verboten. Ab dem 1. Januar war Juden das Führen von Gewerbe- und Handwerksbetrieben verboten. Im Herbst 1938 waren auch ärztliche und anwaltliche Tätigkeiten weitgehend unterbunden worden.
Ab dem 15. September 1941 mussten Juden über sechs Jahre den gelben Stern an ihrer Kleidung tragen und ab Anfang 1942 durfte kein Jude mehr in einem Privathaus wohnen.
Im November 1941 hatten die Deportationen von Juden aus Würzburg und Unterfranken begonnen. Bei sieben solcher Aktionen wurden insgesamt 2063 Menschen verschleppt, von denen nur wenige überlebten. Im Juni 1943 erklärte die Geheime Staatspolizei Unterfranken als „judenrein“.

### Seit 1945
Die Nachkriegsgemeinde Würzburg entstand aus zunächst 21 überlebenden Rückkehrern aus dem Konzentrationslager Theresienstadt und 38 Displaced Persons aus verschiedenen europäischen Ländern. Sie wuchs bis 1990 auf etwa 180 Mitglieder an. Seit 1991 ist die Zahl der Mitglieder auf über 1000 gestiegen, die Mehrheit unter ihnen sind Kontingentflüchtlinge aus der ehemaligen Sowjetunion.
1956 waren die Reste der alten Hauptsynagoge in der Domerschulstraße abgetragen worden und an deren Stelle entstand ein Sportplatz für das Priesterseminar. Am 24. März 1970 wurde nach drei Jahren Bauzeit die neue Synagoge in Würzburg durch David Schuster, den Vorstand der Israelitischen Kultusgemeinde, unter Anwesenheit des katholischen Bischofs Stangl eingeweiht und größtenteils von der Stadt finanziert. Bereits 1964 hatte Oberbürgermeister Helmuth Zimmerer betrieben, dass die Stadt die Finanzierung und die Bauträgerschaft übernahm.
Von 1958 bis 1996 amtierte David Schuster als Gemeindevorsitzender. Sein Sohn Josef Schuster, seit 1998 ebenfalls Gemeindevorsitzender, wurde 2014 Präsident des Zentralrats der Juden in Deutschland. 1962 wurde in Würzburg die Gesellschaft für Christlich-Jüdische Zusammenarbeit gegründet. Das Grundstück der alten Hauptsynagoge wurde 1998 von der Israelitischen Gemeinde zurückgekauft. Am 23. Oktober 2006 wurde das neue Jüdische Gemeinde- und Kulturzentrum Shalom Europa nach fünfjähriger Bauzeit eingeweiht.